# Боголюбово (Пермский край)
Боголюбово — деревня в Кочёвском районе Пермского края. Входит в состав Кочёвского сельского поселения. Располагается юго-восточнее районного центра, села Кочёво, на левом берегу реки Коса. Расстояние до районного центра составляет 19 км. По данным Всероссийской переписи населения 2010 года, в деревне проживал 1 мужчина.

## История
По данным на 1 июля 1963 года, в деревне проживало 32 человека. Населённый пункт входил в состав Сепольского сельсовета.